# ジェントルキツネザル属
ジェントルキツネザル属（ジェントルキツネザルぞく、Hapalemur）は、哺乳綱霊長目キツネザル科に分類される属。ハイイロジェントルキツネザルを模式種とし、現生では5有効種が知られている。マダガスカル島の東部および西部から南部にかけて分布し、周日行性または昼行性で、タケやササの葉や芽などの植物質を食べる。キツネザル属と比較して体重1–1.5キログラムとやや小さく、鼻口部の突出が弱いことからジェントルキツネザル（gentle lemur）の名がある。竹林に生息することから、英名ではbamboo lemurとも呼ばれる。

## 分類
属名Hapalemurは、本来hapalolemurとすべき綴りが短縮したものと考えられている。接頭辞のhapalo-にはギリシア語で「優しい」の意があり、和名や英名のジェントル（gentle）と同義である。
1980年代の分類ではハイイロジェントルキツネザルとヒロバナジェントルキツネザルの2種で本属を構成していたが、1987年にキンイロジェントルキツネザルが新たに記載された。2001年にはヒロバナジェントルキツネザルを独立属Prolemurに分割する説が提唱された。またハイイロジェントルキツネザルの亜種あるいはシノニムとされていたタクソンのうち、2001年にアラオトラジェントルキツネザルおよびキタジェントルキツネザル、2006年にミナミジェントルキツネザルがそれぞれ独立種として分割されている。
以下の現生種の分類・和名・英名は、日本モンキーセンター霊長類和名編纂ワーキンググループ（2018）に従う。
- Hapalemur alaotrensis アラオトラジェントルキツネザル Alaotra bamboo lemur
- Hapalemur aureus キンイロジェントルキツネザル Golden bamboo lemur
- Hapalemur griseus ハイイロジェントルキツネザル Gray bamboo lemur
- Hapalemur meridionalis ミナミジェントルキツネザル Southern gray bamboo lemur
- Hapalemur occidentalis キタジェントルキツネザル Northern gray bamboo lemur